# Lathronympha balearici
Lathronympha balearici is een vlinder uit de familie bladrollers (Tortricidae). De wetenschappelijke naam is voor het eerst geldig gepubliceerd in 1972 door Diakonoff.
De soort komt voor in Europa.